# Temporada 1975-76 de los New Orleans Jazz
La temporada 1975-76 fue la segunda de los New Orleans Jazz en la NBA. La temporada regular acabó con 38 victorias y 44 derrotas, ocupando el octavo puesto de la Conferencia Este, no logrando clasificarse para los playoffs.

## Elecciones en elDraft
| Ronda | Puesto | Jugador      | Posición  | Nacionalidad   | Universidad      |
| ----- | ------ | ------------ | --------- | -------------- | ---------------- |
| 1     | 7      | Rich Kelley  | Pívot     | Estados Unidos | Stanford         |
| 3     | 37     | Rudy Hackett | Ala-Pívot | Estados Unidos | Syracuse         |
| 3     | 38     | Jim McElroy  | Escolta   | Estados Unidos | Central Michigan |

## Temporada regular
| División Central      | División Central | División Central | División Central | División Central | División Central | División Central | División Central | División Central |
| Equipo                | G                | P                | %                | PD               | Casa             | Fuera            | Div              |                  |
| --------------------- | ---------------- | ---------------- | ---------------- | ---------------- | ---------------- | ---------------- | ---------------- | ---------------- |
| y-Cleveland Cavaliers | 49               | 33               | .598             | –                | 29–12            | 20–21            | 15–11            |                  |
| x-Washington Bullets  | 48               | 34               | .585             | 1                | 31–10            | 17–24            | 14–12            |                  |
| Houston Rockets       | 40               | 42               | .488             | 9                | 27–13            | 13–29            | 14–12            |                  |
| New Orleans Jazz      | 38               | 44               | .463             | 11               | 22–19            | 16–25            | 15–11            |                  |
| Atlanta Hawks         | 29               | 53               | .354             | 20               | 20–21            | 9–32             | 7–19             |                  |

## Estadísticas
| Rk | Jugador        | Edad | P  | PT | MP   | TC  | TCI  | %TC  | TL  | TLI | %TL  | RO  | RD  | RT  | AS  | RB  | TAP | BP | FP  | PTS  |
| -- | -------------- | ---- | -- | -- | ---- | --- | ---- | ---- | --- | --- | ---- | --- | --- | --- | --- | --- | --- | -- | --- | ---- |
| 1  | Pete Maravich  | 28   | 62 |    | 38.3 | 9.7 | 21.2 | .459 | 6.4 | 7.9 | .811 | 0.7 | 4.1 | 4.8 | 5.4 | 1.4 | 0.4 |    | 3.2 | 25.9 |
| 2  | Louie Nelson   | 24   | 66 |    | 30.8 | 5.0 | 11.4 | .433 | 2.6 | 3.5 | .735 | 1.2 | 1.8 | 3.1 | 2.6 | 1.2 | 0.1 |    | 2.2 | 12.5 |
| 3  | Otto Moore     | 29   | 81 |    | 29.7 | 3.6 | 8.3  | .436 | 1.8 | 2.8 | .637 | 2.0 | 7.8 | 9.8 | 2.7 | 1.0 | 1.7 |    | 3.1 | 9.0  |
| 4  | E.C. Coleman   | 25   | 67 |    | 27.6 | 3.2 | 7.1  | .451 | 0.9 | 1.3 | .663 | 1.9 | 4.4 | 6.3 | 1.3 | 0.8 | 0.4 |    | 3.4 | 7.3  |
| 5  | Ron Behagen    | 25   | 66 |    | 26.3 | 4.7 | 10.5 | .446 | 2.2 | 2.7 | .804 | 2.9 | 5.5 | 8.4 | 2.1 | 1.0 | 0.4 |    | 3.4 | 11.5 |
| 6  | Nate Williams  | 25   | 81 |    | 23.9 | 5.2 | 11.7 | .444 | 2.4 | 3.0 | .824 | 1.7 | 2.8 | 4.4 | 1.3 | 1.3 | 0.2 |    | 3.1 | 12.8 |
| 7  | Henry Bibby    | 26   | 79 |    | 22.4 | 3.4 | 7.9  | .428 | 2.5 | 3.2 | .797 | 0.7 | 1.5 | 2.3 | 2.8 | 0.8 | 0.0 |    | 2.1 | 9.3  |
| 8  | Jim McElroy    | 22   | 51 |    | 22.2 | 3.0 | 5.8  | .510 | 1.6 | 2.2 | .736 | 0.7 | 1.5 | 2.2 | 2.1 | 0.9 | 0.1 |    | 1.4 | 7.5  |
| 9  | Freddie Boyd   | 25   | 30 |    | 19.5 | 2.4 | 5.5  | .436 | 0.9 | 1.6 | .571 | 0.1 | 0.9 | 1.0 | 2.6 | 0.9 | 0.2 |    | 1.8 | 5.7  |
| 10 | Bud Stallworth | 26   | 56 |    | 18.8 | 3.8 | 8.6  | .437 | 1.5 | 2.2 | .685 | 0.8 | 1.8 | 2.6 | 0.9 | 0.5 | 0.3 |    | 2.4 | 9.1  |
| 11 | Aaron James    | 23   | 75 |    | 17.9 | 3.5 | 7.9  | .441 | 2.0 | 2.7 | .750 | 1.2 | 2.1 | 3.3 | 0.8 | 0.4 | 0.1 |    | 2.3 | 9.0  |
| 12 | Rich Kelley    | 22   | 75 |    | 17.9 | 2.5 | 5.1  | .485 | 2.1 | 2.7 | .776 | 2.6 | 4.5 | 7.0 | 2.1 | 0.7 | 0.8 |    | 2.8 | 7.0  |
| 13 | Mel Counts     | 34   | 30 |    | 10.6 | 1.2 | 3.0  | .407 | 0.5 | 0.7 | .762 | 0.9 | 2.4 | 3.3 | 1.3 | 0.5 | 0.3 |    | 2.5 | 3.0  |

## Galardones y récords
| Jugador       | Galardón                 |
| Pete Maravich | Mejor quinteto de la NBA |